# خون، زحمت، اشک و عرق

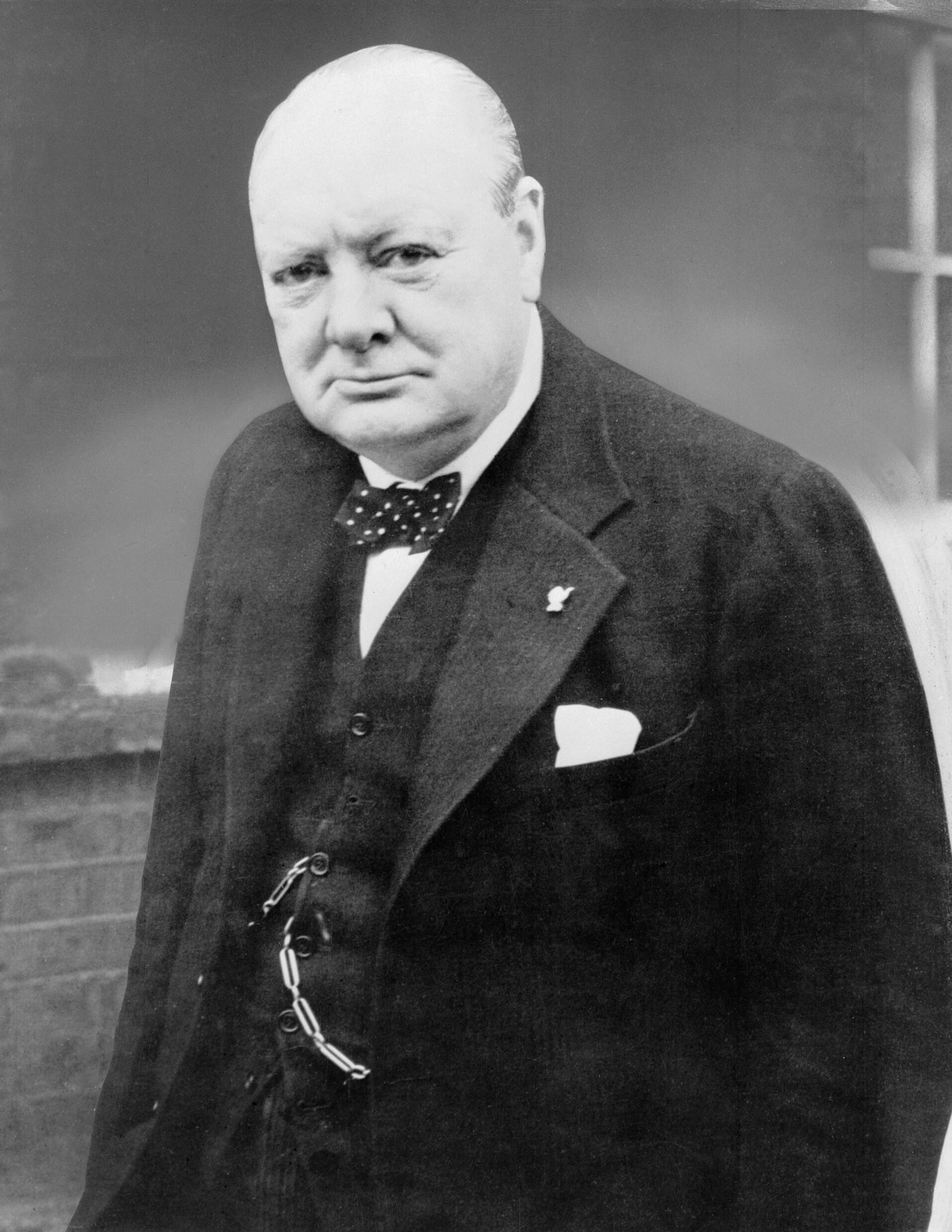
پرتره سیاه و سفید وینستون چرچیل نخست وزیر بریتانیا از سال ۱۹۴۰ تا ۱۹۴۵ و از ۱۹۵۱ تا ۱۹۵۶

عبارت «خون، زحمت، اشک و عرق» در سخنرانی ای که وینستون چرچیل به مجلس عوام پارلمان انگلیس در ۱۳ مه ۱۹۴۰ ارائه کرد مشهور شد. گفتار گاهی با این نام شناخته می‌شود.

## زمینه
این نخستین سخنرانی چرچیل در تاریخ ۱۳ مه ۱۹۴۰ به مجلس عوام پس از اینکه در روز جمعه قبل کمسیون به پادشاه پیشنهاد شد، برای نخست‌وزیر انگلیس در سال اول جنگ جهانی دوم شد. چرچیل در تاریخ ۱۰ ماه مه جایگزین نویل چمبرلین شد و در این سخنرانی از مجلس خواست که اعتماد به دولت خود را اعلام کند. حرکت به اتفاق آرا گذشت. این نخستین از سه سخنرانی بود که وی در دوره نبرد فرانسه بیان کرد، که با حمله آلمان به کشورهای سفلی در ۱۰ مه آغاز شد.

## تاریخ
چرچیل قبلاً عبارات مشابهی مانند «عرق، اشک آنها، خون آنها» را در سال ۱۹۳۱، و «ساختارهای جدید زندگی ملی که بر خون، عرق و اشک ریخته شده بود» استفاده کرده بود.
جمله چرچیل، "من چیزی برای ارائه خون، رنج، اشک و عرق ندارم" به عنوان عبارتی از جمله گفته شده در ۲ ژوئیه ۱۸۴۹ توسط جوزپه گاریبالدی در هنگام راهپیمایی نیروهای انقلابی خود در رم: "من گرسنگی، تشنگی، اجباری را بیان می‌کنم. راهپیمایی، نبرد و مرگ ". چرچیل در جوانی نوشتن شرح حال گریبالدی را در نظر گرفته بود. شرایطی که گاریبالدی در آن سخنرانی کرد - با اینکه جمهوری رومی انقلابی غرق شد و گریبرالدی نیاز به حفظ روحیه نیروهای خود به سمت عقب‌نشینی بسیار خطرناک از طریق کوهستان آپنینی داشت - از بعضی جهات قابل مقایسه با اوضاع انگلیس و فرانسه است که از این امر غفلت می‌کنند. توهین آمیز آلمانی.
تئودور روزولت عبارتی شبیه به چرچیل را در سخنرانی خود در دانشکده جنگ نیروی دریایی ایالات متحده در تاریخ ۲ ژوئن ۱۸۹۷، پس از انتصاب وی به عنوان دستیار فدرال وزیر نیروی دریایی، بیان کرد: "هر مردی در بین ما برای انجام وظایف و مسئولیت‌های شهروندی مناسب تر است. بخاطر خطراتی که در گذشته آن، ملت پیروز شده‌است؛ به دلیل خون و عرق و اشک، زحمت و درد و رنج، که از طریق آن، در روزهایی که گذشت، پدران ما به پیروزی رسیدند. " خط چرچیل از سخنان روزولت «نقل قول مستقیم» خوانده شده‌است. چرچیل، مردی با یک مادر آمریکایی و یک سرباز مشتاق، احتمالاً آثار تئودور روزولت، که یک مورخ نظامی گسترده بود، خوانده بود. همچنین این امکان وجود دارد که وی پس از انتصاب لرد اول دریاسالار، موضعی شبیه به روزولت سخنرانی بخواند.
نسخه‌های دیگر این عبارت عبارتند از: «این [شعر] به آرامی و دردناک جعل می‌شود، پیوند پیوند می‌خورد، با خون و عرق و اشک می‌ریزد» (لرد آلفرد داگلاس، ۱۹۱۹)، «خون، عرق، و میلیون‌ها نفر اشک» (لرد بایرون)، ۱۸۲۳)، و «... مولیفی / آن را با اشکهای خود، یا عرق، یا خون» (جان دون، ۱۶۱۱). در لاتین، سیسرو و لیوی از عبارت «عرق و خون» استفاده کرده بودند.

## گزیده‌ها
ما در مرحله مقدماتی یکی از بزرگترین نبردهای تاریخ هستیم. . . . اینکه ما در بسیاری از نقاط - در نروژ و هلند- در حال انجام هستیم که باید در مدیترانه آماده شویم. این که نبرد هوایی پیوسته‌است و باید مقدمات بسیاری در اینجا در خانه انجام شود.
من همان‌طور که به کسانی که به این دولت پیوسته‌اند، به مجلس می‌گفتم: «من جز خون، زحمت، اشک و عرق چیزی برای عرضه ندارم». ما قبل از ما مصیبت و وحشتناک‌ترین نوع را داریم. ما ماه‌ها مبارزات و رنجهای طولانی و دربرابر ما داریم.
شما می‌پرسید، سیاست ما چیست؟ من می‌گویم: این است که جنگ کنیم، از طریق دریا، زمین و هوا، با تمام وجود و با تمام نیرویی که خداوند می‌تواند به ما بدهد. برای جنگ علیه استبداد شگرف، هرگز در فهرست تاریک و تاسف بار جنایات بشر پیشی نگرفت. این سیاست ماست شما می‌پرسید، هدف ما چیست؟ می‌توانم با یک کلمه پاسخ دهم: پیروزی. پیروزی به هر قیمتی — پیروزی به رغم همه وحشت — پیروزی، هرچند طولانی و سخت باشد ممکن است جاده باشد، زیرا بدون پیروزی زنده ماندنی نیست.

(متنی که در هانسارد آورده شده‌است) 

## واکنش
چرچیل انتخاب اکثر محافظه کاران برای موفقیت چمبرلین نبود، اما این اقدام در تاریخ ۱۳ مه «که این مجلس از تشکیل دولت به نمایندگی از عزم یکپارچه و انعطاف‌ناپذیر ملت برای پیگرد جنگ با آلمان به یک نتیجه پیروز استقبال می‌کند». به اتفاق آرا گذشت وی از دهه ۱۹۳۰در بسیاری از محافل غیرمعمول شده بود و نمایندگان مجلس سخنان وی را که محکوم به سیاست جذابیت نخست‌وزیر در قبال آلمان بود، نادیده گرفته بودند. حتی دیگران که مخالف چمبرلین بودند از او اجتناب کردند. با این حال یکی از مورخان تأثیر سخنرانی در پارلمان را "برق زده" توصیف کرده‌است. . . او هنوز در مجلس عوام صحبت می‌کرد، اما اکنون گوش می‌داد و تشویق می‌کرد. " (با این حال، خود چرچیل متعاقباً اظهار داشت که بسیاری از نمایندگان محافظه کار هنوز وی را به عنوان ذخیره در نظر گرفته بودند و تا سخنرانی او در ۴ ژوئیه ۱۹۴۰ در مورد اقدام انگلیس در مورد عملکرد انگلیس علیه ناوگان فرانسوی‌ها در مرص الکبیر اعلام کرد) که وی احساس کرد که از حمایت کامل برخوردار است. از کل مجلس) سخنرانیهای عالی دیگر، از جمله سخنرانی " ما باید در سواحل بجنگیم " سخنرانی ۴ ژوئن و سخنرانی " این بهترین لحظات زندگی‌شان بود " ۱۸ ژوئن بود، و الهام بخش و نیرویی بزرگ برای تقویت انگلیس پس از شکستهای خود در سال اول جنگ. 

## میراث
در ۲۶ آوریل ۲۰۱۳، بانک مرکزی انگلیس اعلام کرد که در زیر نقاشی چرچیل عبارت «من چیزی برای ارائه خون جز خون، رنج، اشک و عرق ندارم». قرار بود یادداشت ۵ پوندی جدید را آراسته کند که در سپتامبر ۲۰۱۶ صادر شد.

## جستار‌های وابسته
- ما باید در سواحل بجنگیم
- هرگز به این تعداد بسیار زیاد بدهکار بسیاری نبوده‌است
- تاریک‌ترین ساعت